# Élection présidentielle américaine de 1944 dans le Wisconsin
L'élection présidentielle américaine de 1944 dans le Wisconsin a lieu le 7 novembre 1944 comme dans les 47 autres États qui composaient alors les États-Unis. Les électeurs choisissent des grands électeurs pour les représenter dans le collège électoral à travers un vote populaire. Le Wisconsin possède en 1944 12 grands électeurs. L'État donne l'ensemble de ses grands électeurs au candidat du Parti républicain Thomas Dewey, alors gouverneur de l'État de New York. 
Le candidat vainqueur de ce scrutin dans tout le pays sera néanmoins le président sortant Franklin D. Roosevelt, qui entamera un quatrième mandat à la présidence des États-Unis le 20 janvier 1945. 